# Horobetsuite
L'horobetsuite è una varietà di bismutinite ricca di antimonio.